# Alicja Habisiak-Matczak
Alicja Habisiak-Matczak (ur. 1978 w Piotrkowie Trybunalskim) – polska graficzka, malarka oraz nauczycielka akademicka.

## Życiorys
W latach 1997–2002 studiowała na Wydziale Grafiki i Malarstwa Akademii Sztuk Pięknych im. Władysława Strzemińskiego w Łodzi. W 2002 obroniła dyplom z wyróżnieniem w Pracowni Technik Wklęsłodrukowych prof. Krzysztofa Wawrzyniaka. Od 2004 jest zatrudniona na macierzystej uczelni, a od 2016 jako Kierownik Pracowni Technik Wklęsłodrukowych na stanowisku profesora uczelni.
W 2009 obroniła stopień doktora pracą Perspektywy - cykl grafik i rysunków na temat przestrzeni miejskiej, w 2015 uzyskała habilitację pracą II furore del segno (Szał znaków).
W ramach działalności naukowej prowadzi badania nad eksperymentalnymi technikami wklęsłodrukowymi w ramach dotacji z Ministerstwa Nauki i Szkolnictwa Wyższego, takimi jak: akwatinta solna, ferrotinta, nietoksyczne techniki trawione, trawienie elektrolityczne oraz zastosowanie monotypii w druku wklęsłym.
Jest autorką 38 wystaw indywidualnych w Polsce (Łomża, Łódź, Warszawa), Argentynie (Buenos Aires), Chinach (Hongkong), Holandii (Wageningen), Kanadzie (Edmonton, Vernon), Luksemburgu, we Włoszech (Fano, Rzym, Urbino, Vercelli). Uczestniczyła w 300 ogólnopolskich i międzynarodowych wystawach grafiki i rysunku. Jest laureatką 16 nagród i wyróżnień na ogólnopolskich i międzynarodowych konkursach grafiki i rysunku w Polsce, Rumunii, Włoszech, Hiszpanii, Kanadzie i w Ukrainie. W 2020 otrzymała honorową statuetkę „ŁÓDZKIE EUREKA" przyznawaną przez Radę ds. Szkolnictwa Wyższego i Nauki przy Prezydencie Miasta Łodzi.
W latach 2013–2020 wraz z Giuliano Santinim była inicjatorką i koordynatorką Letnich Międzynarodowych Kursów Grafiki i Tkaniny Artystycznej PATA. Jest również organizatorką Sympozjów „Flash Drawing Tour” w KAUS w Urbino.
Jest opiekunem działającego na ASP w Łodzi Koła Naukowego „Eksperymentarium” Studentów Pracowni Technik Wklęsłodrukowych oraz Pracowni Technik Litograficznych (razem z Tomaszem Matczakiem). Prowadzi także Galerię Grafiki Studenckiej „Pomiędzy”.